# Lozza
Lozza är en ort och kommun i provinsen Varese i regionen Lombardiet i Italien. Kommunen hade 1 250 invånare (2018).